# 6961 Ashitaka
6961 Ashitaka este un asteroid din centura principală de asteroizi.

## Descriere
6961 Ashitaka este un asteroid din centura principală de asteroizi. A fost descoperit pe 26 mai 1989 la Susono de Makio Akiyama și Toshimasa Furuta. Asteroidul prezintă o orbită caracterizată de o semiaxă mare de 2,32 ua, o excentricitate de 0,19 și o înclinație de 4,8° în raport cu ecliptica.